# Acorde sintético

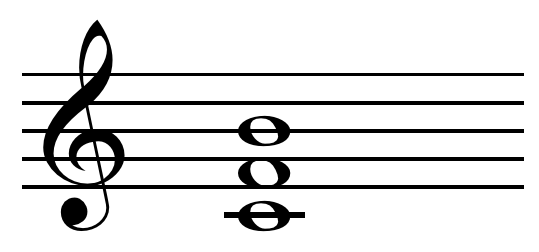
Acorde de Do-Fa-Si, según Schoenberg un "acorde sintético es aquél que considerablemente difiere de la escala original de armonía". Ver: quartal y quintal armonía.

Do-Mi-Sol, tríada mayor, un acorde tradicional.

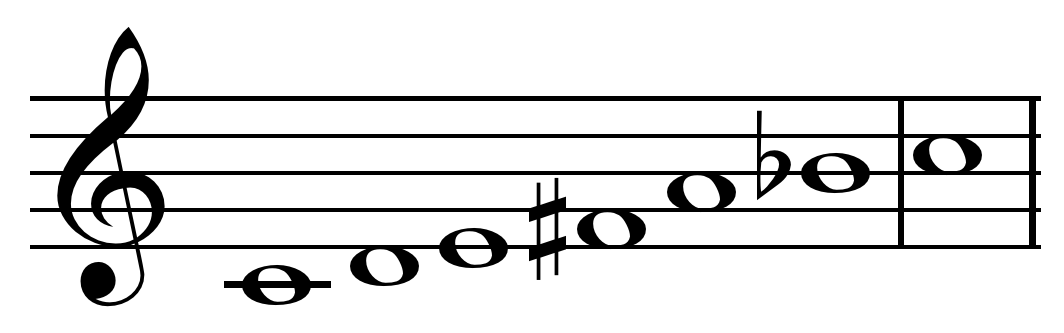
Escala Prometeo en Do, escala de tono entero con un grado alterado matemáticamente

Por ejemplo, si un compositor utiliza una escala sintética como la base para un pasaje de música y construye acordes de sus tonos, en muchos casos la misma manera en que un compositor tonal puede utilizar las notas de una escala menor o menor armonías, los acordes resultantes pueden ser acordes sintéticos y referidos como tal. 
Algunos los acordes sintéticos pueden ser analizados como acordes tradicionales, incluyendo el acorde Prometeo, que puede ser analizado como un acorde dominante alterado.
Un ejemplo de un acorde sintético sería el repetido en el primer acto de Puccini Turandot a principios del paso de texto "No indugiare, se chiami appare...".[cita requerida]